# Калитея (станция метро)
«Калите́я» (греч. Καλλιθέα) — станция Афинского метрополитена на Линии 1 (Η.Σ.Α.Π.). Расположена на расстоянии 5558 метров от станции метро «Пирей». Открыта 1 июля 1928 года в составе линии Ε.Η.Σ. В 2004 году, к открытию Летних Олимпийских игр станция была отреставрирована. Своё название станция получила от города Калитея, в котором она расположена. 
| Предыдущая станция | Линия   | Следующая станция             |
| Мосхато            | Линия 1 | Таврос — Элефтериос Венизелос |